# Семафорин
Семафорины — класс секретируемых и мембранных белков, участвующих в сигнальных процессах аксонального наведения. Оказывают преимущественно отталкивающее действие на конус роста аксона, отклоняя его от прорастания в неподходящие области, что особенно важно в период развития нервной системы. Также участвуют в формировании и функционировании сердечно-сосудистой, эндокринной, желудочно-кишечной, иммунной, опорно-двигательной, репродуктивной, выделительной, дыхательной систем. Основные рецепторы семафоринов — плексины. 
Первый белок, названный семафорином, был известен под именем фасциклин-4, пока в исследовании развивающейся нервной системы кузнечиков не была показана его способность обусловливать характерный поворот аксонов пионерных нейронов на пути их роста.

## Классификация
Известно 8 основных классов семафоринов: первые семь пронумерованы, восьмой, кодируемый вирусами,  обозначается буквой V. Семафорины классов 1 и 2 обнаруживаются только у беспозвоночных, 3, 4, 6, 7 — только у позвоночных, класс 5 обнаруживается и у тех, и у других. 